# The Trooper
The Trooper è il nono singolo del gruppo musicale heavy metal britannico Iron Maiden. È stato pubblicato il 20 giugno 1983 ed è il secondo estratto dal loro quarto album di studio Piece of Mind. È considerata una canzone-simbolo della band.
Il testo della canzone è ispirato al famoso poema Charge of the Light Brigade di Alfred Tennyson che racconta la storia di un soldato inglese mandato in Crimea nel settembre 1854 a combattere contro l'esercito russo. La parola "trooper" in inglese indica il soldato di cavalleria.
Il disco presenta come b-side la canzone Cross-Eyed Mary, una cover dei Jethro Tull.
Nel 2005 il singolo è stato ripubblicato in differenti versioni fra cui un Enhanced CD e un vinile 12" picture-disc.
Molte band vicine agli Iron Maiden hanno riprodotto questa canzone in varie versioni spesso modificandone l'assolo.
È stata inserita nel videogioco Guitar Hero II e nel videogioco Carmageddon II,carpocalypse now

## Tracce
1. The Trooper  (Steve Harris) - 4:11
2. Cross-Eyed Mary  (Jethro Tull) - 3:55

## Formazione
- Bruce Dickinson - voce
- Adrian Smith - chitarra
- Dave Murray - chitarra
- Steve Harris - basso
- Nicko McBrain - batteria